# Norra Ålands församling

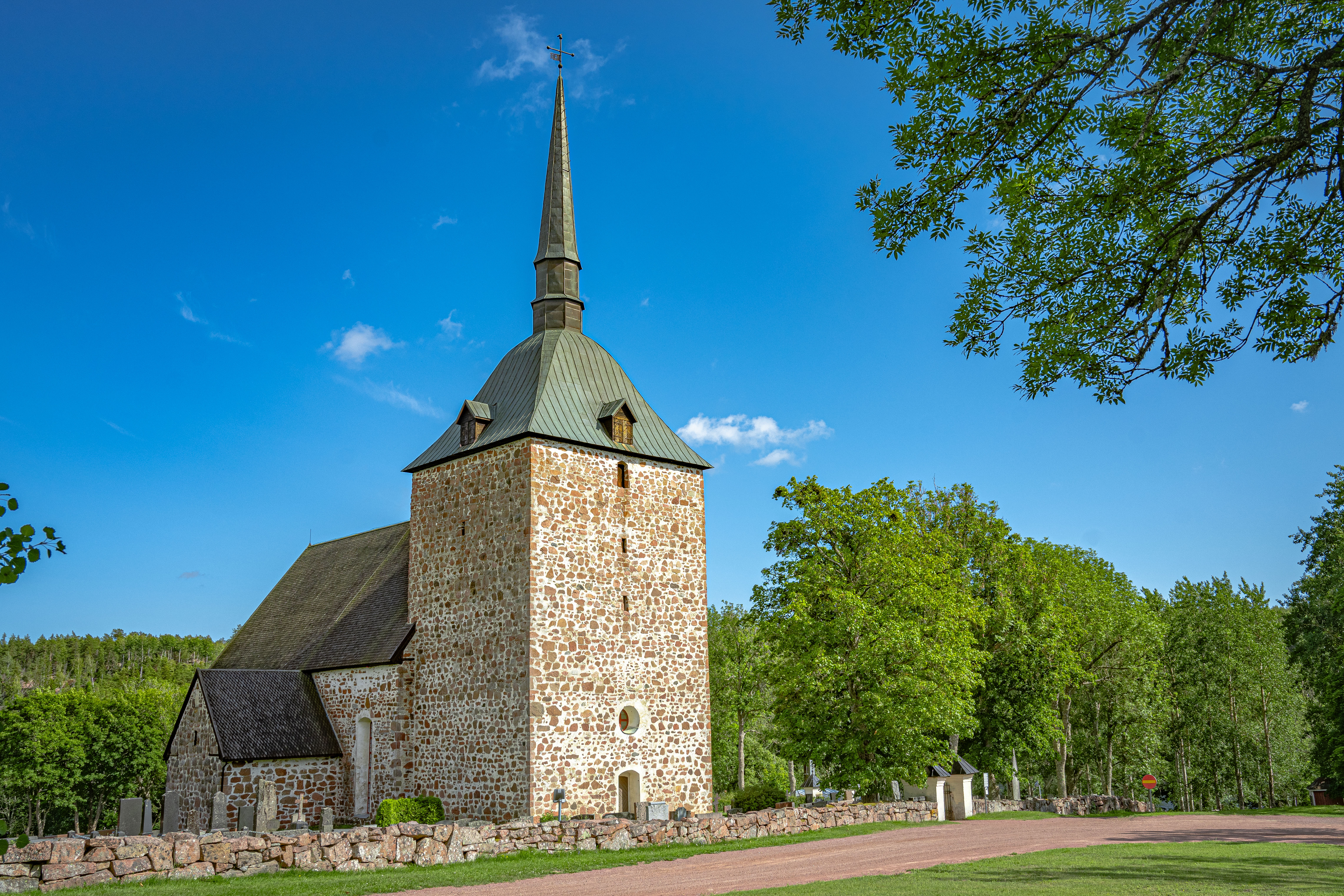
Sunds kyrka på Åland är en av fyra kyrkor i Norra Ålands församling.

Norra Ålands församling är en församling på Åland. Den ingår i Ålands prosteri och Borgå stift i Evangelisk-lutherska kyrkan i Finland. Dess område utgörs av kommunerna Finström, Geta, Sund och Vårdö.
Församlingen bildades den 1 januari 2022 genom sammanslagning av Finström-Geta församling och Sund-Vårdö församling.
I församlingen finns fyra kyrkor, alla av medeltida ursprung:
- Finströms kyrka
- Geta kyrka
- Sunds kyrka
- Vårdö kyrka